# Abercio (nome)
Abercio  è un nome proprio di persona italiano maschile.

## Varianti
- Femminili: Abercia[2]

### Varianti in altre lingue
- Catalano: Aberci[3]
- Croato: Abercije
- Greco antico: Άβέρκιος (Aberkios)[4], Άουίρκιος (Aouirkios)[4]
- Greco moderno: Αβέρκιος (Averkios)
- Latino: Abercius[1][4][5], Avircius[4][5]
- Polacco: Abercjusz
- Russo: Аверкий (Averkij)
- Serbo: Аверкије (Averkije)
- Spagnolo: Abercio[3]

## Origine e diffusione
Nome di scarsissima diffusione, che richiama sant'Abercio, un vescovo del III secolo. Il suo nome ci è pervenuto tramite il latino Abercius (Άβέρκιος nelle vitae greche), che però è un'alterazione fonetica della sua forma originale, Avircius (non vi sono testimonianze scritte dell'antica forma greca, che sarebbe probabilmente stata Άουίρκιος).
L'etimologia del nome è ignota; alcune fonti ipotizzano che possa contenere la radice (barekys, "frigio").

## Onomastico
L'onomastico si può festeggiare in memoria di più santi, alle date seguenti:
- 28 febbraio, sant'Abercio, martire[6]
- 20 maggio, sant'Abercio, martire, secondo alcune tradizioni figlio di sant'Alfeo[6]
- 22 ottobre, sant'Abercio, vescovo di Gerapoli di Frigia[6][7]
- 5 dicembre, sant'Abercio, martire[6]

## Persone
- Abercio di Ierapoli, vescovo